# Fritz Stiedry
Fritz Stiedry   (Viena, 11 d'octubre de 1883 - Zúric, 8 d'agost de 1968) va ser un director i compositor austríac, nacionalitzat estatunidenc.

## Biografia
Fritz Stiedry va néixer a Viena el 1883. Estudià alhora a l'Acadèmia de Música de Viena i dret a la Universitat de Viena. Mentre encara era estudiant de dret a la Universitat de Viena, Gustav Mahler va notar el talent musical de Stiedry, i el va nomenar el seu assistent a l'⁣Òpera de la Cort de Viena el 1907. Fou assistent d'Ernest von Schuch en l'Òpera de Dresden. Abans de la Primera Guerra Mundial dirigí a diverses ciutats alemanyes i el 1914 fou nomenat director principal de l'Staatsoper de Berlín, en la qual va romandre fins al 1923 i hi tenia com a ajudant Otto Urack. Un any després es posà al front de Volksoper de Viena en la qual dirigí l'estrena de Die glückliche Hand (La mà feliç), d'Arnold Schönberg. De tornada a Berlín, dirigí a la Städtische Oper. Hi va col·laborar amb Carl Ebert en memorables produccions de Macbeth i Simon Boccanegra. El 1932 va dirigir l'estrena mundial de l'òpera Die Bürgschaft de Kurt Weill.
Stiedry va abandonar Alemanya quan Adolf Hitler va arribar al poder el 1933, i de 1934 a 1937 va ser director principal de l'⁣Orquestra Filharmònica de Leningrad. Va estar involucrat en els assajos per a l'estrena de la Quarta Simfonia de Xostakóvitx fins que l'estrena va ser cancel·lada per raons, amb tota probabilitat polítiques, que continuen sent controvertides. Alguns afirmen que Xostakóvitx sentia que Stiedry no era capaç de fer front a les complexitats de la simfonia, però d'altres sostenen que la raó real va ser que els funcionaris del Partit Comunista van pressionar el compositor perquè retirés l'obra.
El 1937, Stiedry va deixar Leningrad per anar als Estats Units i la New Friends of Music Orchestra de Nova York, dirigint obres de Bach, Haydn i Mozart durant molt de temps i estrenant la Segona Simfonia de Cambra de Schönberg. A partir de 1945 va tornar a l'òpera, dirigint la Lyric Opera de Chicago i la Metropolitan Opera de Nova York i cofundant el Hunter College Opera Workshop.
Va morir a Zúric, Suïssa, el 1968, als 84 anys.
Va gravar les simfonies de Haydn núm. 67, 80, 99 i 102. El seu enregistrament en directe de la Metropolitan Opera de La forza del destino de Giuseppe Verdi (ometent l'escena de la posada de l'Acte I, com era habitual als anys 50 amb Rudolf Bing) s'ha transferit a CD.

## Discografia seleccionada
- Christoph Willibald Gluck: Orfeu i Eurídice (en italià i seccions) amb Ferrier, Ayars, Vlachopoulus i la Southern Philarmonic Orchestra
- Wolfgang Amadeus Mozart: Simfonia concertant núm. 2 amb Spalding, Promrose i la New Friends Music Orchestra
- Richard Wagner: Tannhäuser amb Melchior, Traubel, Varnay, Janssen, Szekely, Garris, Hawkins, Darcy, Kinsman, Stelman i l'Orquestra del Metropolitan